# 338

## Догађаји
- Римска војска, у савезу са Готима, стижу на север Римског царства да заштите дунавску границу.
- Цар Констанције II интервенише против Персијанаца у Јерменији.
- Шапур II, краљ Персијског царства, почиње широко распрострањен прогон хришћана. Он наређује присилно превођење у државну религију, зороастризам, како хришћани не би пореметили његово царство док се он бори против Римљана у Јерменији и Месопотамији.
- Туоба Јихуаи, владар клана Туоба Даи, умире, а наследио га је његов брат Туоба Схикиан.
- Црква Санта Костанца у Риму, почиње да се гради.
- Јевсевије Никомедијски постаје цариградски патријарх, након што је Павле I Цариградски прогнан.
- Римско царство прогони нехришћане као пагане.